# 过渡金属卡宾配合物
过渡金属卡宾配合物（英語：Transition metal carbene complex），是一种含有二价卡宾配体与过渡金属中心的有机金属化合物，可用通式LnM=CR2表示。它仅在形式上含有M=C双键，而非是一个卡宾，并且没有卡宾般活泼的反应性。过渡金属卡宾配合物是许多有机化学反应的中间体，如烯烃复分解反应。虽然卡宾不能直接和金属反应，但卡宾能和金属结合形成配合物而稳定。

## 过渡金属卡宾配合物的分类
金属卡宾配合物通常分为两种类型，以恩斯特·奥托·菲舍尔命名的Fischer卡宾，特点是从金属处接受一个π反馈键，卡宾碳是亲电性的，中心金属通常有低氧化态；和以理查德·R·施罗克命名的Schrock卡宾，特点是与金属互相成键，卡宾碳是亲核性的，中心金属通常有高氧化态。1991年，安东尼·J·阿杜恩戈分离得到一种稳定的N-杂环卡宾后，稳定游离卡宾开始进入人们的视野。
随着该领域的发展，现在已知的卡宾配合物有着广泛的反应性和迥异的取代基，通常不会以卡宾的亲电性或是亲核性来对其分类。

### Fischer卡宾
Fischer卡宾通常有以下特征:
- 低氧化态的金属中心[2]
- 中后部过渡金属，如Fe(0), Mo(0), Cr(0)
- 能接受π电子的配体
- 卡宾碳上有提供π电子的取代基，如烷氧基和烷基化氨基

Fischer卡宾的双键包含碳上孤对电子对金属空d轨道的填充(σ键)，以及金属对卡宾空p轨道的π反馈键，典型的例子是(CO)
5Cr=(NR
2)Ph。Fischer卡宾可以类比为酮，卡宾碳是亲电子的，与酮一样，Fischer卡宾可以发生类似羟醛缩合的反应。另外，Fischer卡宾的α-H呈酸性，可以被碱如正丁基锂夺取质子，得到可作为亲核试剂反应的中间体。
Fischer卡宾可用于Wulff-Dötz反应。

### Schrock卡宾
Schrock卡宾通常有以下特征:
- 高氧化态的金属中心
- 前过渡金属，如Ti(IV), Ta(V)
- 能提供π电子的金属配体
- 卡宾碳上的取代基通常只有氢和烷基

Schrock卡宾是亲核性的卡宾，中心金属与卡宾都是三线态的，碳与金属间的双键是极化的，并且电荷偏向碳，典型的例子是Ta(=CHBut)(CH2But3)，其中Ta(V)中心与一个新戊基配体双键结合，与三个新戊基单键结合。有机合成中的例子是Tebbe试剂。

### 氮杂卡宾

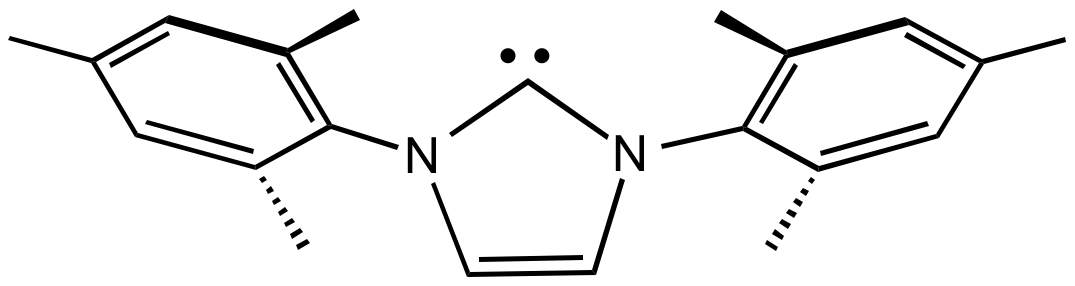
1,3-双（2,4,6-三甲基苯基）-1,3-二氢-2H-咪唑-2-亚基(IMes）是常见的氮杂卡宾)

氮杂卡宾是常见的有机配体之一。 他们相比Fischer卡宾或Schrock卡宾更容易制备，因为氮杂卡宾是有着特殊稳定性的游离卡宾，其上的供电子基能帮助稳定氮杂卡宾，能提供σ电子但和金属之间的π键却很弱。出于这个原因，卡宾碳和金属间的键通常用单键表示，而不是Fischer卡宾和Schrock卡宾那样用双键表示。和三烷基膦类似，氮杂卡宾通常作为旁观配体（Spectator  ligands），通过电子和空间效应的结合影响催化效果，而不是直接结合底物。 无金属的氮杂卡宾已被合成。

### 卡宾自由基
卡宾自由基是长寿命的反应中间体，通常有以下特征:

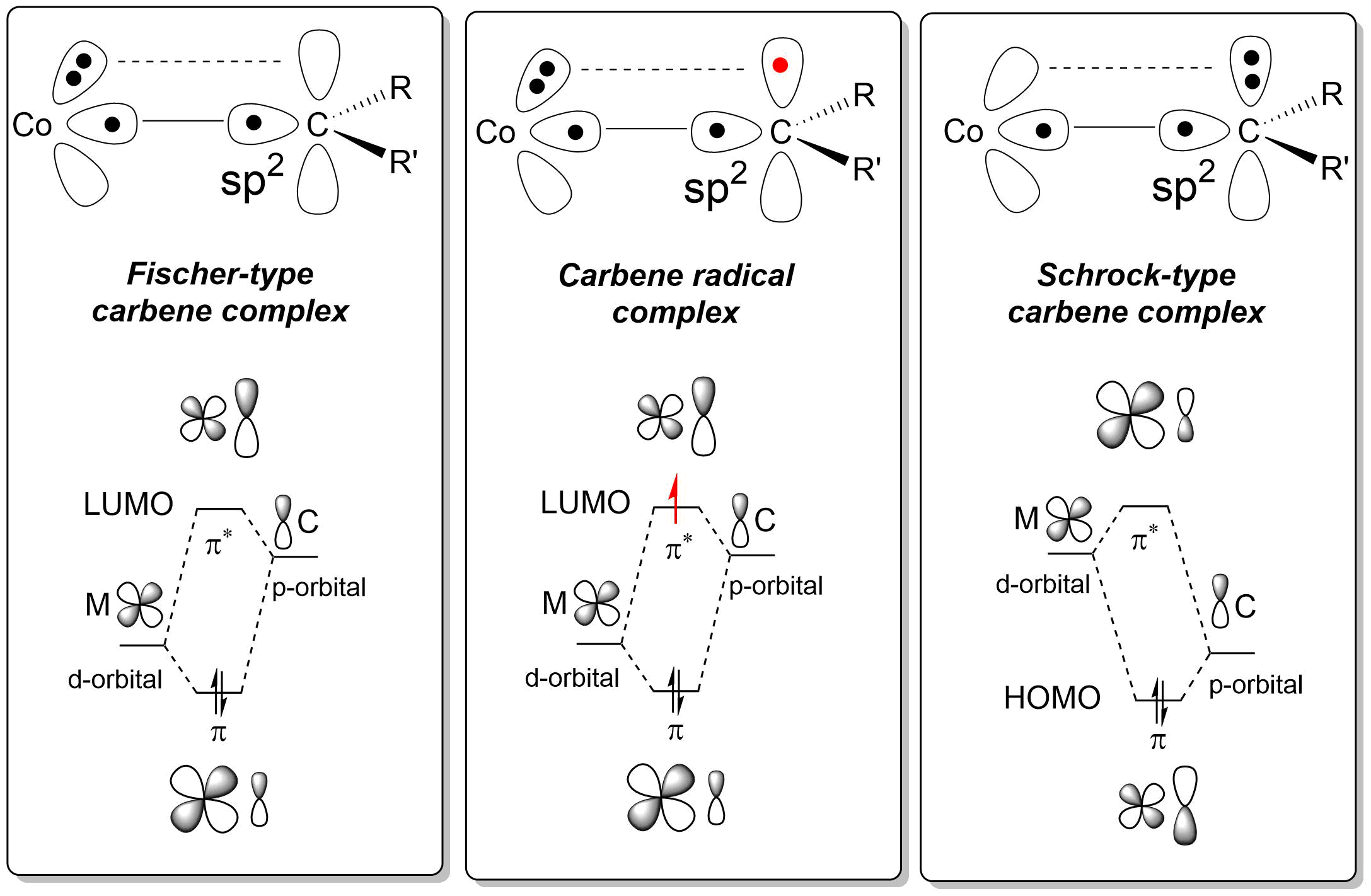
Fischer卡宾、卡宾自由基和Schrock卡宾成键方式的对比

- 单电子占据dz2轨道的低氧化态金属中心
- 中后部过渡金属，如Co(II)[14]
- 提供 σ电子和接受π电子的配体
- 能接受π电子的取代基，如羰基或磺酰基

## 过渡金属卡宾配合物的合成
由于Fischer型和Schrock型卡宾配合物的成键情况不同，所以合成方法有所差异。

### Fischer型卡宾配合物的合成
主要通过对金属羰基配合物进行亲核进攻来制备。首例过渡金属卡宾配合物就是由Fischer等人在1964年用烷基锂或苯基锂对六羰基钨进行亲核进攻，接着再进行甲基化反应合成。
因为LiR中的R代表烷基、芳基或甲硅基等多种不同的基团，烷基化试剂也可各不相同，所以该方法具有普适性，用此法可以合成出一系列Mo、W、Mn、Fe、Rh和Ni等不同金属的Fischer型金属卡宾配合物。
若用氨基化合物对羰基羰基配体亲核进攻，然后发生烷基化，则可制备含氮的Fischer型卡宾配合物。
除此以外，Fischer型卡宾配合物还可以通过乙炔的衍生物在乙醇溶液中和酸反应制备。

### Schrock型卡宾化合物的合成
Schrock型卡宾配合物主要通过烷基去质子化反应制备。Schrock等人利用此法制备了Nb、Ta等的卡宾配合物。
除了这个方法外，Schrock型卡宾配合物还可利用金属配合物与重氮甲烷的反应来制备。
有机锂化合物对Fischer型卡宾化合物的亲核进攻，还可使之转变为Schrock型卡宾化合物。

## 应用
金属卡宾配合物的主要应用是壳牌高级合成工艺中用作烯烃复分解反应的多相催化剂。许多相关的反应被用来相互转化轻烯烃，如丁烯、丙烯、乙烯。在费托合成合成碳氢化合物时，卡宾配合物也被用作中间体。许多易溶的卡宾试剂，如格拉布催化剂和亚胺-钼催化剂已实际应用于实验室内的天然产物合成和材料科学中。
重氮化合物如苯基重氮乙酸甲酯可用于构建环丙烷结构或是插入底物的C-H键。这些反应由乙酸亚铑或相关的手性衍生物催化，据信这种催化过程通常需要卡宾配合物作为中介。

## 历史

第一个金属卡宾配合物，楚加耶夫红盐，直至其被制备几十年后才被承认。

60年代的(CO)5W(COCH3(Ph))的表征通常被认为是该领域的开始， 尽管之前就已经涉及到了类卡宾配体的研究，恩斯特·奥托·菲舍尔因此获得了1973年度的诺贝尔化学奖。